# Stema Finlandei
Stema Finlandei a fost alocată la înmormântarea regelui Suediei Gustav Vasa în 1560 și este folosită și în zilele noastre ca stemă a Republicii Finlanda. Această stemă a fost de asemenea folosită și ca simbol oficial al Marelui Ducat al Finlandei.
Legea privind stema Finlandei (381/78):
"Pe un fond roșu, un leu încoronat ține o sabie ridicată gata de atac în mâna armată, care înlocuiește laba dreaptă din față și calcă cu labele din spate o sabie; leul cu coroana și cu echipamentul lui, mânerele săbiilor și armăturile încheieturilor brațului sunt aurii iar tăișurile săbiilor și armura brațului sunt argintii; în câmp sunt răspândiți nouă trandafiri argintii."

Se pesupune că:
- leul este însemnul Casei de Folkung, fiind prezent de asemenea și pe Stema Suediei.
- cele două tipuri de săbii sunt similare cu cele prezente pe Stema Kareliei. Sabia curbată rusească plasată sub picioarele leului reflectă situația politică din acea perioadă. În acea vreme, Suedia și Rusia se aflau într-un război continuu.
- cei nouă trandafiri ar reprezinta cele 9 provincii istorice ale Finlandei, dar numărul trandafirilor a variat de-a lungul istoriei fără nici o legătură cu numărul de provincii.

Stema poate fi aplicată pe drapelul de stat al Finlandei. 